# Grotte della Gurfa
Le grotte della Gurfa sono un esempio di architettura rupestre. Si trovano in Sicilia, nei pressi del comune di Alia (provincia di Palermo) e si raggiungono imboccando una breve deviazione al chilometro 182 della S.S. n. 121 "Catanese"; con la necropoli costituiscono la Riserva sub urbana grotte della Gurfa.
Sono composte da sei ambienti scavati in una rupe di arenaria rossa, senza sfruttare cavità naturali già presenti.
La datazione è ancora incerta ma sembra risalire, dai rilievi effettuati, al 2500 a.C.-1600 a.C. età del bronzo.

## Siti archeologici

### L'insediamento di Cozzo Barbarà
Sul rilievo, a sud dell'odierno abitato, rinvenimenti sporadici hanno portato alla luce frammenti fittili, monete e frammenti di mosaico a tessere bianche che attesterebbero la presenza di una villa rustica romana.

### Necropoli del Cozzo Sulfara
Sull'altura, che prese nome da una piccola sorgente di acqua solfurea, vi è una necropoli di tombe a fossa rivestite di pietrame e coperte da lastre litiche.

### Necropoli della Gurfa
Presso l'omonimo complesso rupestre, sono scavate delle sepolture la cui diversa tipologia permette due distinte datazioni.
A età tardo romana si datano due arcosoli accostati, con altrettante fosse ciascuno, scavati in uno spuntone roccioso; questi sono quanto rimane di una necropoli che si presume scavata nei grandi massi di crollo un tempo antistanti la falesia, smantellati per dare accesso alle “grotte”.
Alla media età del bronzo (1500-1250 a.C.) si datano diverse sepolture "a grotticella", sparse per l'area della riserva; la loro forma ricorda l'antico forno di campagna.

### Le grotte della Gurfa

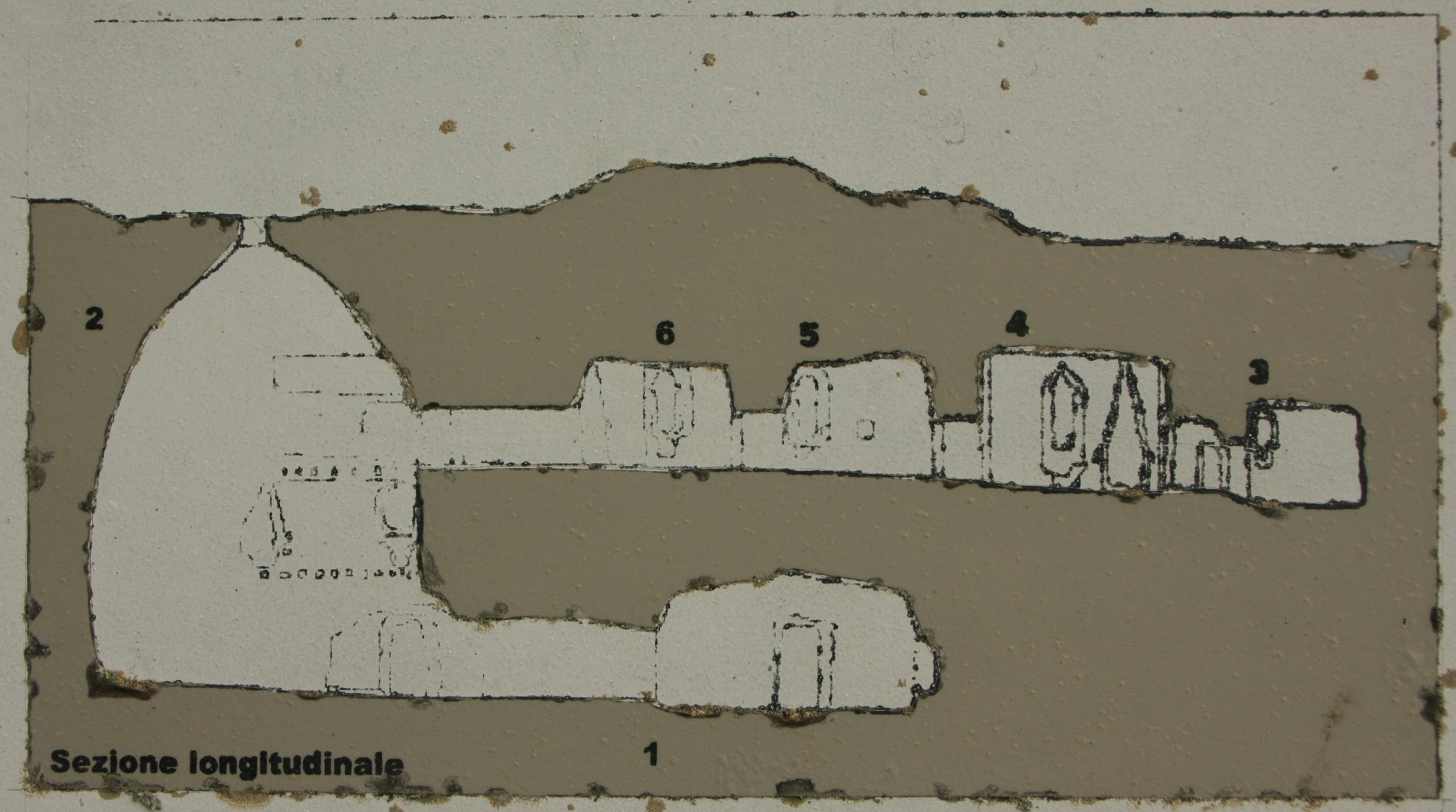
Immagine schematica degli ambienti

Le grotte non sono naturali e sono un chiaro esempio di manufatto antropico pervenutoci attraverso aggiunte e trasformazioni che complicano l'interpretazione e la datazione.
Il complesso rupestre delle grotte consta di sei cavità disposte su due livelli scavati in una arenaria giallastra. Al primo, a sinistra, si apre un ambiente a pianta rettangolare di 9,59x9,15 m, con altezza di 4,53 m, con soffitto a due spioventi un tempo nominato "a saracina" (alla saraceno); a destra un ambiente di forma campaniforme alto 16,35 m, pianta ellittica di 14,10x11,59 m, alla sommità un ovulo di 0,70 m; entrambi gli ambienti comunicano autonomamente con l'esterno e fra loro a mezzo di un corridoio.
Una scalinata scavata nel costone roccioso conduce al secondo livello entro cui sono scavati quattro ambienti uno a sinistra e tre a destra in successione, di forma pressoché quadrata e dimensioni diverse, il più piccolo di circa 6x4 m, il maggiore di circa 10x6 m. Ciascun ambiente è dotato di ampia finestra aperta sulla vallata. Segue un lungo corridoio che sbocca a circa metà dell'altezza dell'ambiente campaniforme. A quest'ultimo ambiente, qualche anno fa, è stato dato il nome di thòlos per la somiglianza formale con la thòlos di Atreo a Micene.
Nella giornata di studio La Gurfa ed il suo territorio organizzato dal Consiglio Nazionale delle Ricerche, a Palermo il 10 luglio 2009, alcuni degli studiosi si è espressa attribuendo all'odierno grande ambiente campaniforme l'originaria funzione di fossa granaria, che ampliata e con la costruzione di soppalchi lignei, presenti sino agli anni cinquanta, è divenuto una capace pagliarola. La datazione, sempre incerta, rimane fra l'età tardo romana e la bizantina.
Il confronto fra l'ambiente campaniforme e la thòlos micenea ha portato uno studioso a proporre che l'intero complesso architettonico sia stato scavato per accogliere le spoglie del discusso re cretese Minosse. Un'altra ipotesi di localizzazione è quella di Colle Madore stante l'uso che ne fece Akragas per conquistare la valle dell'Imera settentrionale.
Va tuttavia tenuto anche presente che durante il convegno di Studi Storico Archeologici intitolato “La Gurfa e il Mediterraneo” (1995), il prof. Benedetto Rocco (docente di Sacra Scrittura e Paesistica alla Facoltà Teologica di Sicilia) interpretò l'insieme delle due cavità del piano terra (vano campaniforme e stanza cosiddetta “a tenda”) come un sepolcro monumentale di tipo miceneo, ipotizzando una datazione di tale nucleo originale intorno al 1500 a.C. Questa ipotesi appare ancora più realistica se si immagina di isolare del complesso la sola Thòlos e il vano laterale nel livello più basso: la somiglianza formale con la più famosa Thòlos micenea detta Tesoro di Atreo è impressionante. Pertanto, a oggi, le due ipotesi principali (quella della fossa granaria ampliata in epoca tardo romana o bizantina, e quella che retrodata le origini agli anni terribili immediatamente successivi alla catastrofica eruzione del vulcano Thera, oggi isola di Santorini, che comportarono grandi spostamenti via mare di uomini in fuga dalle zone egee all'epoca delle civiltà minoica e micenea) restano entrambe valide e in attesa di ulteriori approfondimenti. Che sarebbe auspicabile fare anche mediante analisi e indagini di carattere scientifico di tipo multidisciplinare (ad esempio sulla diversa tipologia dei "segni" di escavazione nei vari ambienti e all'interno di ciascuno di essi, sulla patina interna di nerofumo catramoso aderente alle pareti dei vani, sui licheni presenti all'esterno), da affiancare agli scavi archeologici di tipo tradizionale. Questi ultimi, a oggi, non hanno fornito risultati di grande rilievo. In effetti, in un complesso di tale genere, gli strati della storia che vi è trascorsa sono stati "asportati", non si sono sovrapposti come nella maggior parte dei siti archeologici, per cui l'approccio di studio dovrebbe tenere conto di ciò, e tentare di "ricostruire" la forma originaria del manufatto ipogeo.
Nel 1995 le grotte sono state usate come set per alcune scene del film L'uomo delle stelle di Giuseppe Tornatore.

## Galleria d'immagini

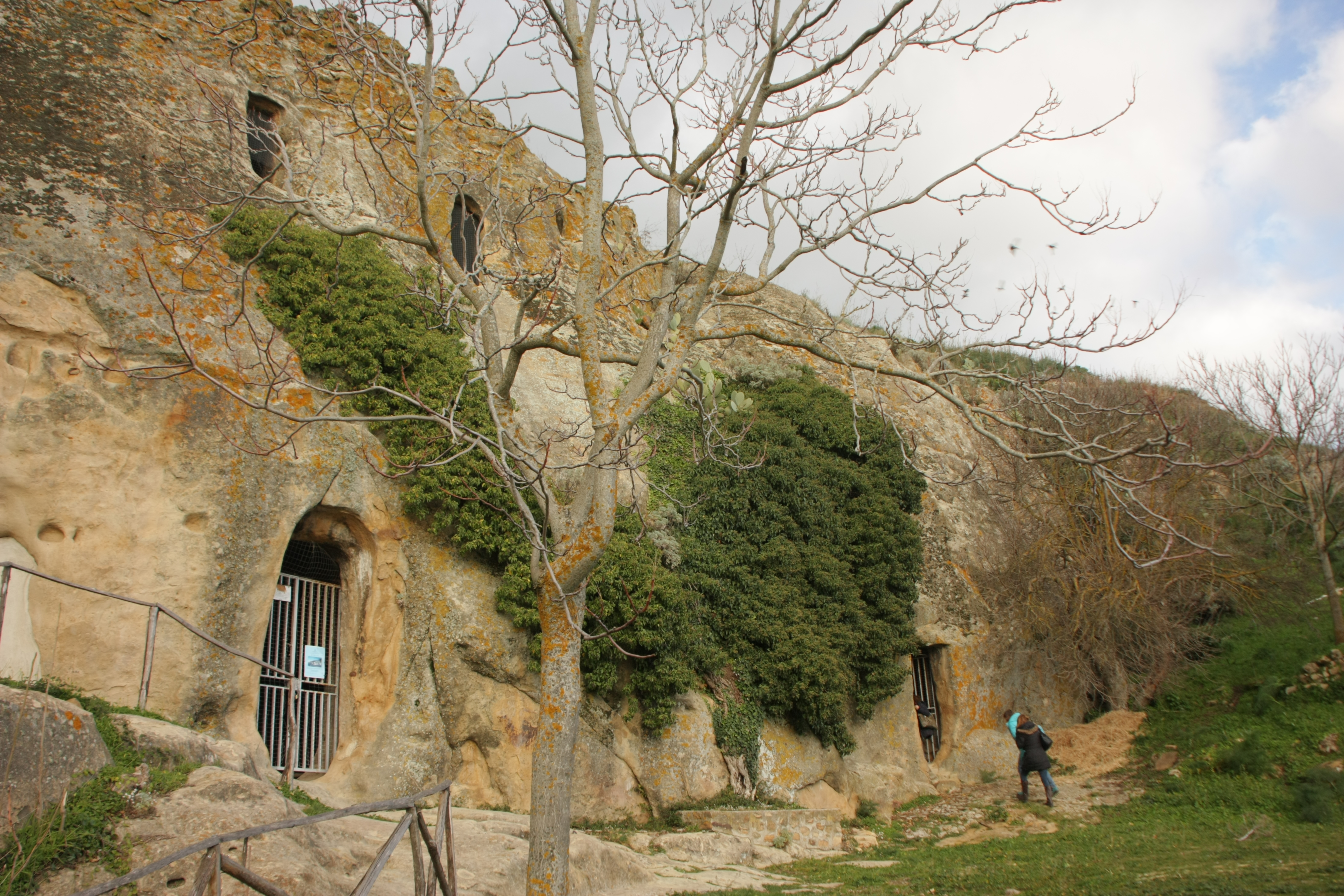
Esterno
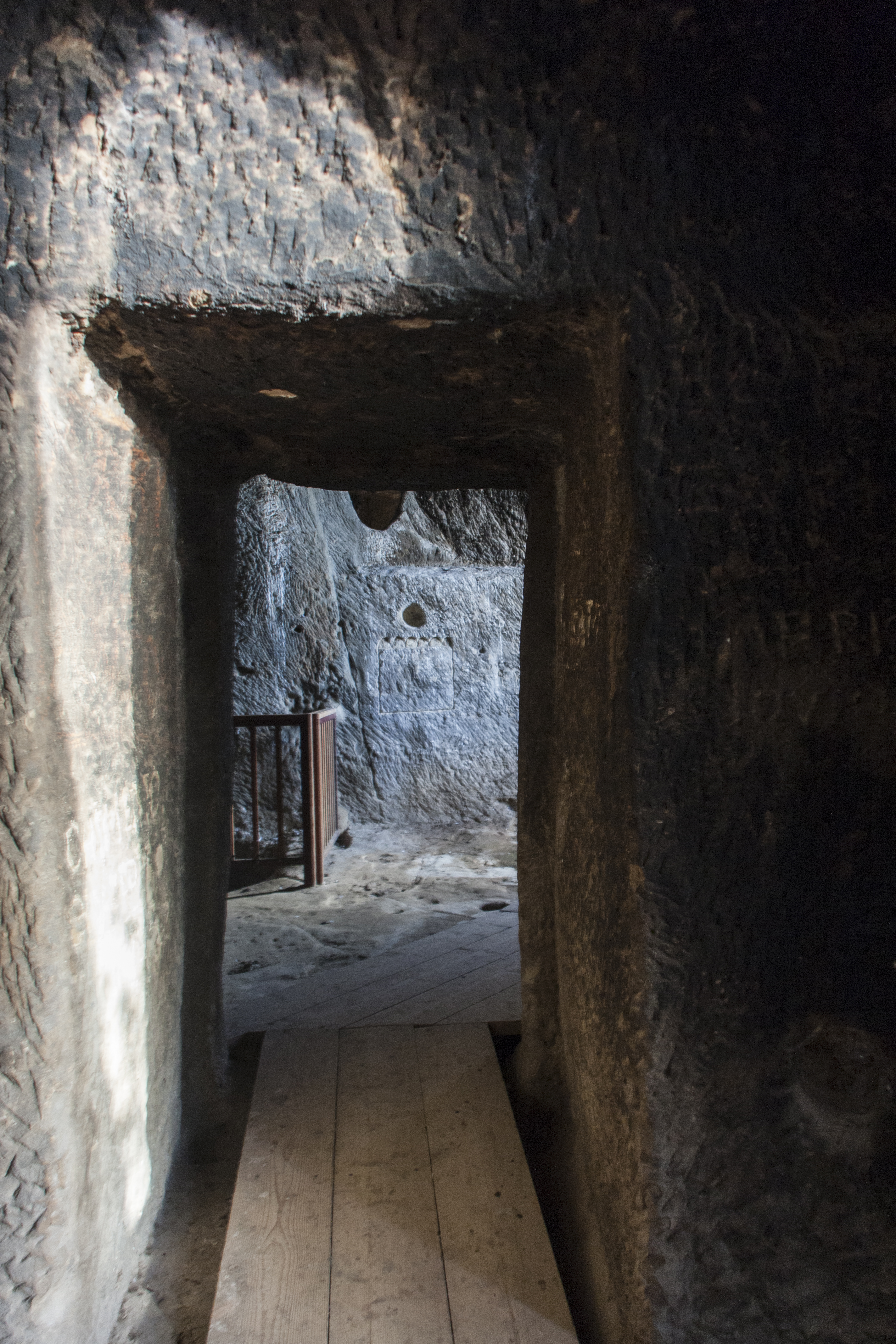
Stanza superiore
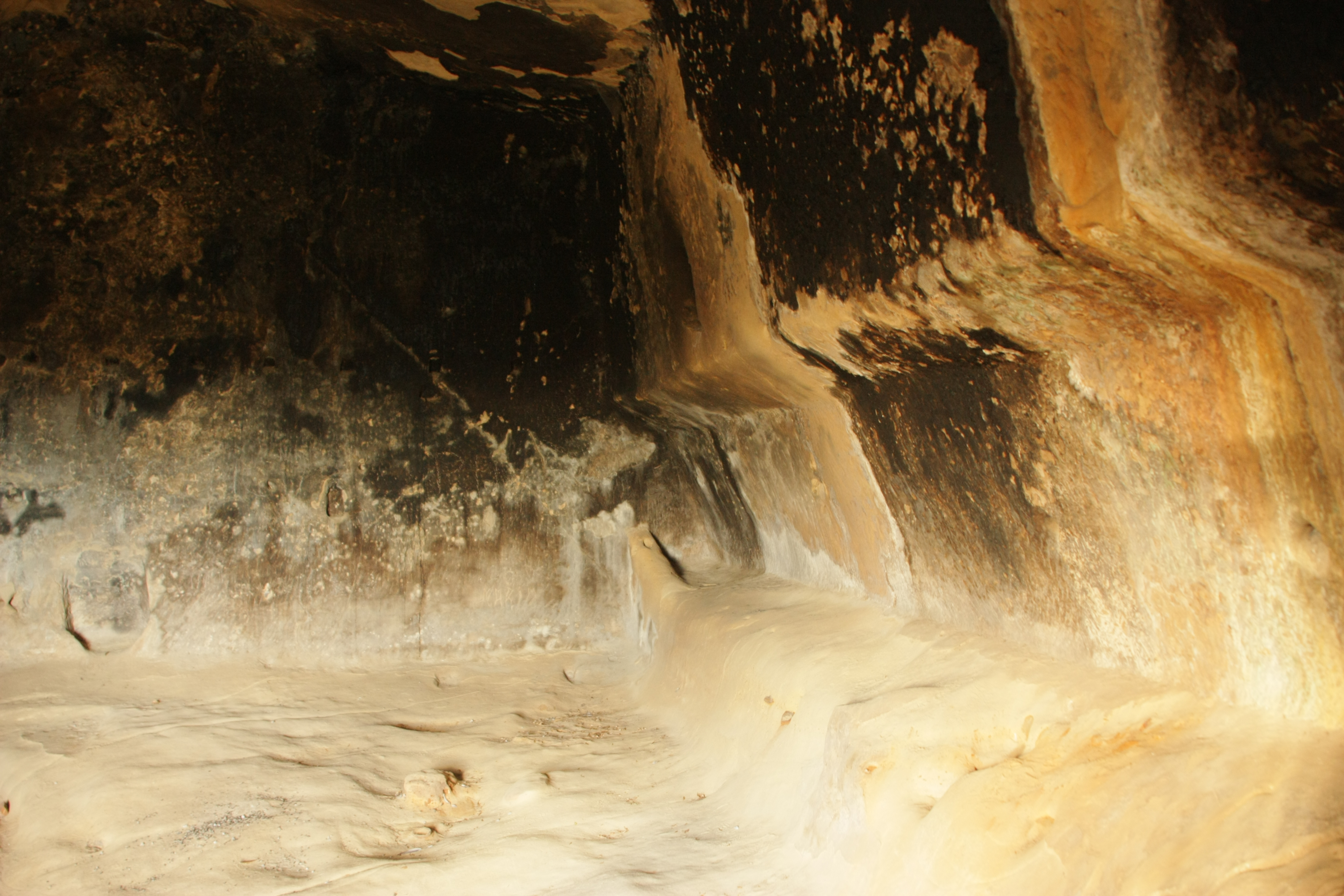
Stanza inferiore
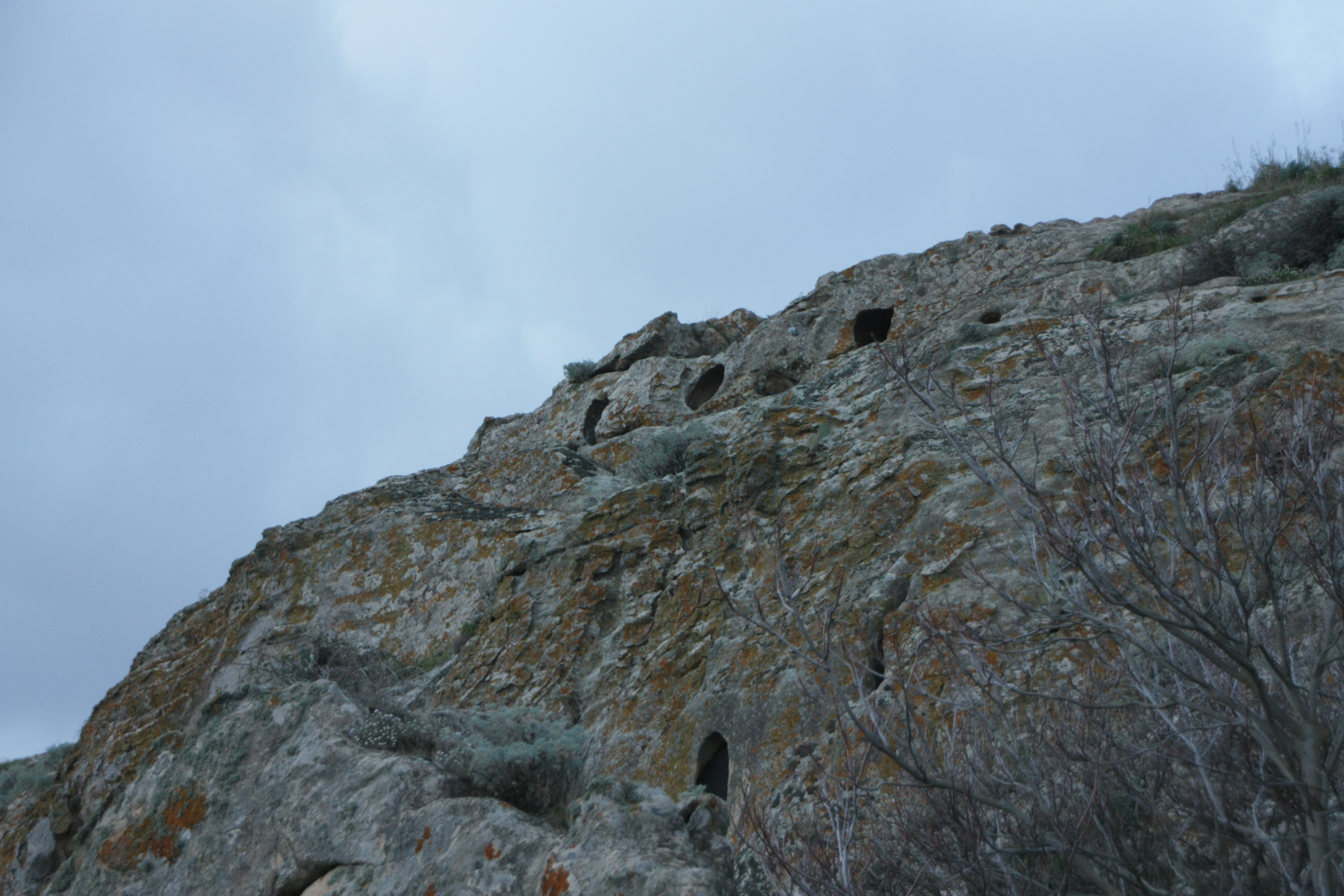
Aperture della necropoli
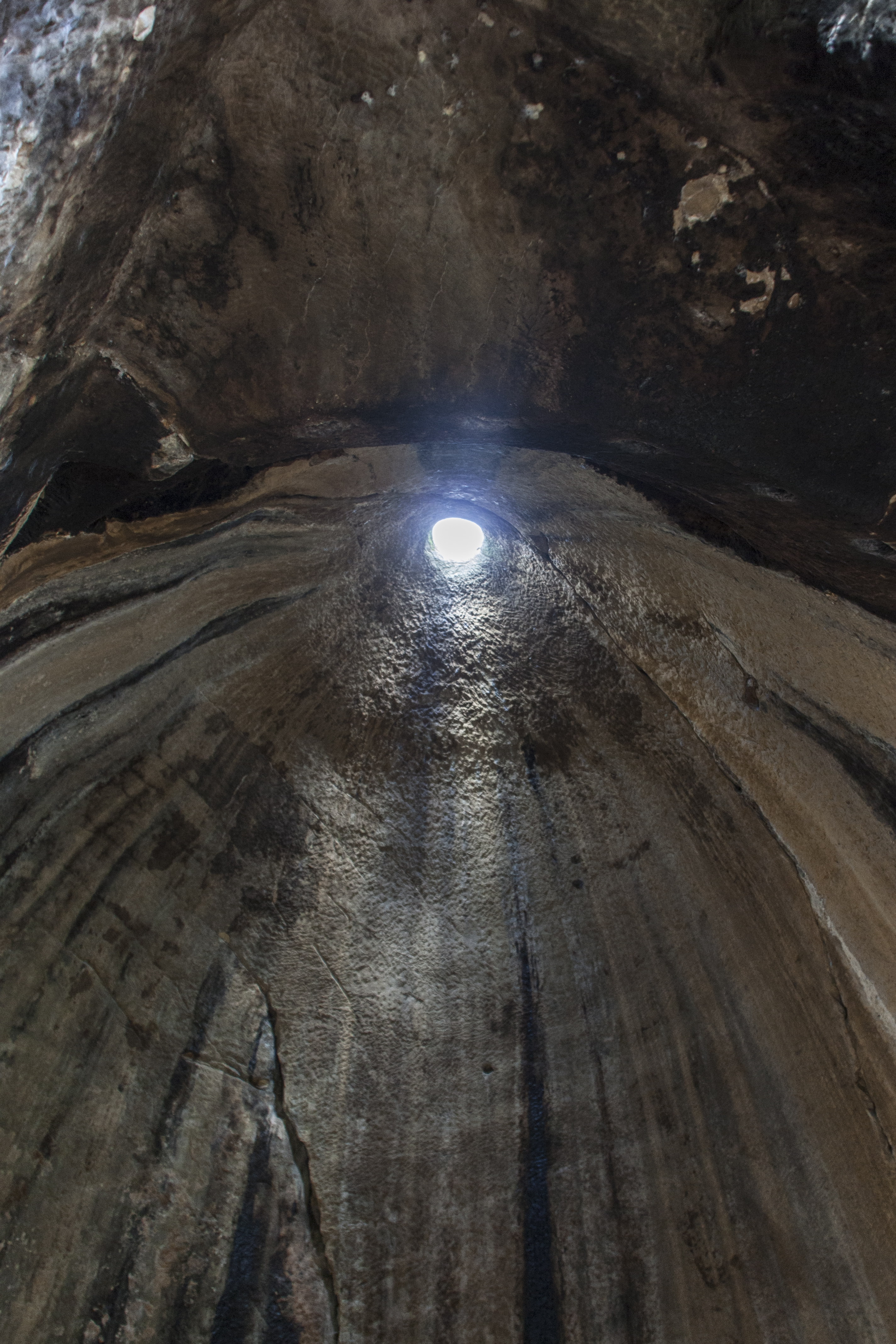
Buco della tholos
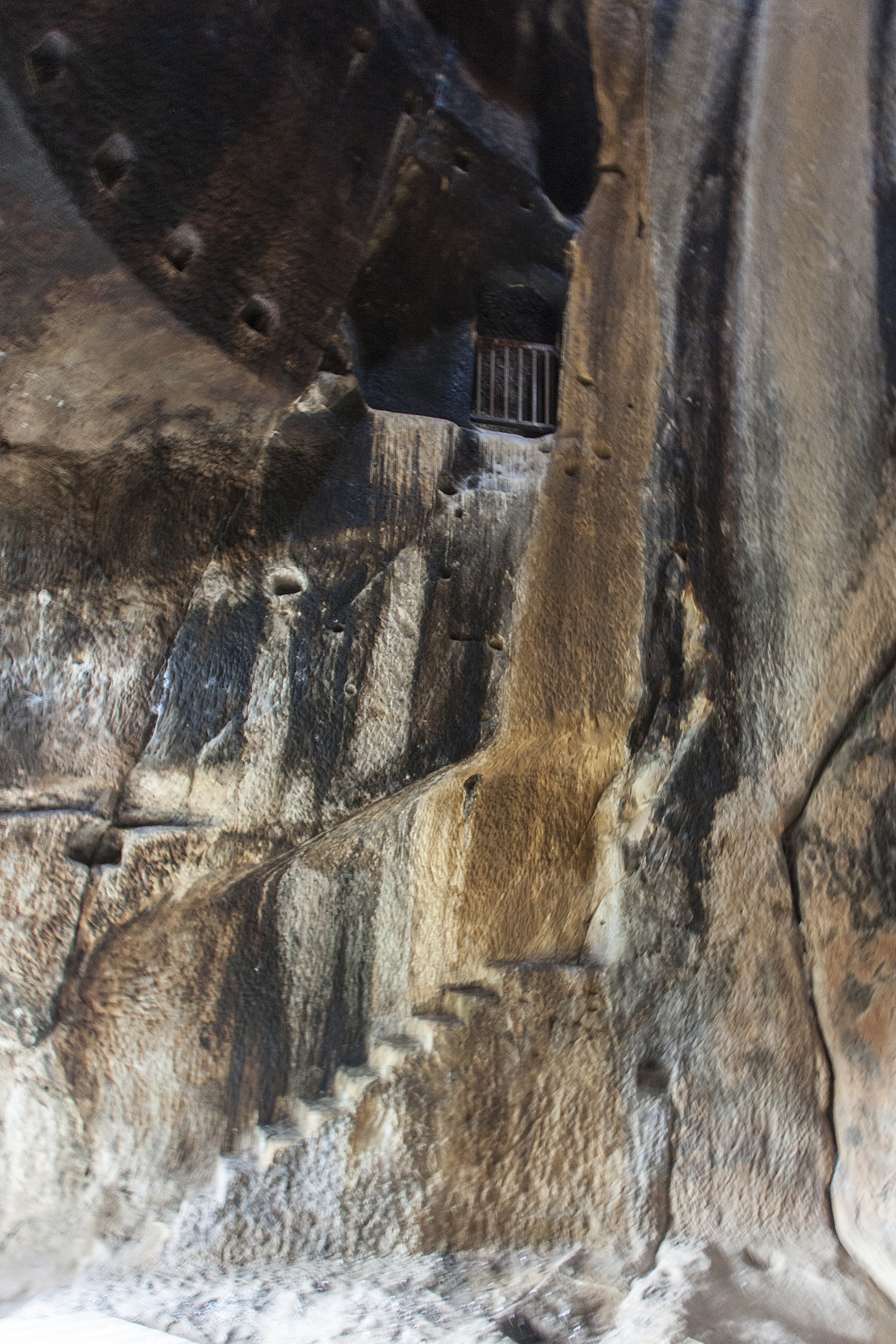
Ambiente della tholos